# Medaon. Magazin für jüdisches Leben in Forschung und Bildung
Medaon. Magazin für jüdisches Leben in Forschung und Bildung (hebräisch מֵידָע = Wissen, Information, Auskunft; מידעון = Informationsblatt, Mitteilungsblatt, Newsletter) ist eine deutschsprachige akademische Zeitschrift.
Medaon wird seit 2007 halbjährlich von der jüdischen Bildungs- und Begegnungsstätte Hativka e.V. (hebräisch הַתִּקְוָה, die Hoffnung) in Dresden herausgegeben und erscheint auch als Online-Publikation. Die Themen haben Bezüge zur Geschichte, Kultur, Religion und Gegenwart von Juden und des Judentums im nationalen und internationalen Raum. Die Zeitschrift dient auch als Forum für die Diskussion wissenschaftlicher Ergebnisse und für Meinungsaustausch. Autoren einzelner Heftschwerpunkte waren unter anderen 2011 Noa Mkayton, Direktorin der Internationalen Schule für Holocaust-Studien in Yad Vashem oder 2017 Gregor Pelger, Lehrbeauftragter für jüdische Geschichte und Kultur an der LMU München. Die Redaktion, die aus mehreren Fachredaktionen besteht, wendet zur Begutachtung eingereichter Beiträge nach eigenen Angaben ein Double-Blind Peer-Review an.
Das Magazin und der Verein verleihen seit 2012 jedes zweite Jahr den undotierten „Fritz Meyer Preis“ an junge Menschen in der Ausbildung an Schulen und Hochschulen für wissenschaftliche oder künstlerische Beiträge zur jüdischen Geschichte und Kultur. Der Preis ist Fritz Joachim Meyer gewidmet, der 1925 in Dresden geboren wurde und 1943 im KZ Auschwitz starb.